# Magdalena Willmann
Johanna Magdalena Willmann (getauft 13. September 1771 in Bonn; † 23. Dezember 1801 in Wien) war eine deutsche Opernsängerin (Sopran).

## Leben
Magdalena Willmann war eine Tochter von Johann Ignaz Willmann (1739–1815). Sie hatte die Geschwister, Maximilian Willmann (1767–1813) und Walburga Willmann (1769–1835).
Um 1770 ging sie mit ihren Eltern nach Wien, wo sie bei Vincenzo Righini studierte. Im Dezember 1786 gab sie dort ihr Debüt in Ignaz Umlaufs Singspiel Der Ring der Liebe. 1789 bis 1793 wirkte sie wieder in Bonn. Angeblich verliebte sich der junge Beethoven in sie, der im Theaterorchester mitwirkte. Eine Verwandte erzählte später dem Beethoven-Biographen Alexander Wheelock Thayer:

„She told me that her father had often told her that Beethoven was visibly in love with the beautiful songstress and offered his hand; but she refused him, he being “ugly and half crazy.” (Sie sagte mir, ihr Vater habe ihr oft erzählt, dass Beethoven sichtlich in die schöne Sängerin verliebt sei und ihr die Hand reichte; aber sie lehnte ihn ab, da er „hässlich und halb verrückt“ sei.)“

Sie galt in Bonn bald als unangefochtene Primadonna und war nach den Worten des Kapellmeisters August Burgmüller schließlich „so hoch in Gunst, Kraft und Macht gestiegen, daß ihr keine Mücke mehr ungestraft in den Weg fliegen darf.“ Im Mai 1790 wechselte ihre Rivalin Christiane Keilholz zum Mannheimer Nationaltheater.
Im Sommer 1791 unternahm sie mit ihrer Familie eine Konzertreise, 1793/94 trat sie in Venedig und Berlin auf. Im April 1795 nahm sie ein Engagement am Wiener Hofoperntheater an.

## Familie
Magdalena Willmann heiratete am 13. Juli 1796 den Triester Großhändler Antonio Galvani. Beide hatten einen Sohn, Carlo.